# Ganoderma kunmingense
Ganoderma kunmingense är en svampart som beskrevs av J.D. Zhao 1989. Ganoderma kunmingense ingår i släktet Ganoderma och familjen Ganodermataceae.   Inga underarter finns listade i Catalogue of Life.